# 末廣健一郎
末廣健一郎（日语：／ Suehiro Kenichirō，1980年12月27日—）是日本的作曲家。埼玉縣埼玉市出身。

## 人物簡介
在青少年時期作為吉他手、鋼琴家、鼓手開始活動。
之後他對恩尼奥·莫里科内、亨利·曼西尼的音樂留下了深刻的印象並開始作曲。在岩代太郎和大澤徹訓之下學習作曲法和管弦樂。
末廣健一郎製作了許多戲劇與動畫的音樂。

## 作品

### 配樂

#### 電視連續劇
- 《黑金丑島君》（2010年10月－12月，TBS電視台） ※共同配樂：MAYUKO（日语：ゆうまお）、神坂享輔（日语：神坂享輔）
- 《得到幸福吧》（2011年4月－6月，富士電視台） ※共同配樂：菅野祐悟、MAYUKO、井筒昭雄（日语：井筒昭雄）、神坂享輔
- 《我無法戀愛的理由》（2011年10月－12月，富士電視台） ※共同配樂：MAYUKO
- 《Switch Girl!!～變身指令～》（2011年12月－2012年2月，富士電視台TWO（日语：フジテレビTWO）） ※共同配樂：MAYUKO
- 《W的悲劇》（2012年4月－6月，朝日電視台） ※共同配樂：神坂享輔
- 《結婚同窓会 〜SEASIDE LOVE〜（日语：結婚同窓会 〜SEASIDE LOVE〜）》（2012年7月－8月，富士電視台TWO） ※共同配樂：MAYUKO
- 《結婚不結婚》（2012年10月－12月，富士電視台） ※共同配樂：MAYUKO
- 《スイッチガール!! 2》（2012年12月－2013年1月，富士電視台TWO） ※共同配樂：MAYUKO
- 《天氣姐姐 (2013年電視劇)》（2013年4月－6月，朝日電視台） ※共同配樂：神坂享輔
- 《町医者ジャンボ!!（日语：町医者ジャンボ!!#テレビドラマ）》（2013年7月－9月，讀賣電視台）
- 《Miss PILOT》（2013年10月－12月，富士電視台） ※共同配樂：得田真裕
- 《闇金ウシジマくん Season2》（2014年1月－3月，MBS电视台） ※共配樂同：MAYUKO、神坂享輔
- 《Dr.DMAT》（2014年1月－3月，TBS）
- 《極惡頑暴》（2014年4月－6月，富士電視台） ※共同配樂：得田真裕、眞鍋昭大
- 《トクボウ 警察庁特殊防犯課（日语：トクボウ 警察庁特殊防犯課）》（2014年4月－6月，讀賣電視台）
- 《SAKURA～傾聽事件的女人～》（2014年10月－12月，TBS）
- 《シンデレラデート（日语：シンデレラデート）》（2014年11月－12月，東海電視台） ※共同配樂：得田真裕、眞鍋昭大
- 《破門 (疫病神シリーズ)（日语：破門 (疫病神シリーズ)）》（2015年1月－3月，BSスカパー!（日语：BSスカパー!））
- 《影子寫手 (電視劇)》（2015年1月－3月，富士電視台） ※共同配樂：得田真裕、眞鍋昭大、笹野芽實
- 《醫師們的戀愛情事》（2015年4月－6月，富士電視台） ※共同配樂：井筒昭雄、笹野芽實、得田真裕
- 《酒店禮賓部》（2015年7月－9月，TBS） ※共同配樂：笹野芽實、MAYUKO
- 《死之臟器》（2015年7月－8月，WOWOW）
- 《別れたら好きな人（日语：別れたら好きな人 (2015年のテレビドラマ)）》（2015年9月－11月，東海電視台） ※共同配樂：得田真裕
- 《忘卻偵探系列》（2015年10月－12月，日本電視台系） ※共同：笹野芽實
- 《成熟女子》（2015年10月－12月，富士電視台系） ※共同配樂：MAYUKO、眞鍋昭大
- 《螻蛄 (疫病神シリーズ)（日语：螻蛄 疫病神シリーズ）》（2016年2月－3月，BSスカパー!（日语：BSスカパー!））
- 《早子老師，要結婚是真的嗎？》（2016年4月－6月，富士電視台系）※共同配樂：眞鍋昭大、MAYUKO
- 《受験のシンデレラ（日语：受験のシンデレラ）》（2016年7月10日・NHK BS）
- 《闇金ウシジマくん Season3》（2016年7月－・TBS系，MBS电视台） ※共同配樂：MAYUKO
- 《逃避雖可恥但有用》（臺灣翻譯《月薪嬌妻》）（2016年10月－12月，TBS系） ※共同配樂：MAYUKO
- 《リテイク〜時をかける想い〜》（2016年12月－，東海電視台、富士電視台）
- 《大貧乏（日语：大貧乏）》（2017年1月－3月，富士電視台系）※共同配樂: MAYUKO、眞鍋昭大
- 《貴族偵探系列》（2017年4月－6月，富士電視台系）
- 《新宿SEVEN（日语：新宿セブン）》（2017年10月－12元，東京電視台）
- 《海月姬》（2018年1月－3月，富士電視台系）※共同配樂: MAYUKO
- 《青春後空翻》（2018年7月－9月，TBS）※共同配樂: MAYUKO
- 《警察之家》（2019年1月－3月，TBS）※共同配樂: MAYUKO
- 《名偵探・明智小五郎（日语：名探偵・明智小五郎）》（2019年3月，朝日電視台）
- 《草莓之夜SAGA》（2019年4月－6月，富士電視台）
- 《G弦上的你和我》（2019年10月－12月，TBS）※共同配樂: MAYUKO
- 《我的家政夫渚先生》（2020年7月－9月，TBS）※共同配樂: MAYUKO
- 《戀愛漫畫家》（2021年4月－6月，富士電視台）※共同配樂: MAYUKO
- 《名偵探主廚》（2021年5月－8月，東京電視台）
- 《只是在結婚申請書上蓋個章而已》（2021年10月－12月，TBS）※共同配樂: MAYUKO
- 《超人力霸王Decker》（2022年7月－2023年1月，東京電視台）※共同配樂: 得田真裕
- 《首先出布》（2022年10月－12月，朝日電視台）※共同配樂: MAYUKO
- 《警視廳Outsider》（2023年1月－3月，朝日電視台）
- 《真夏的灰姑娘》（2023年7月－9月，富士電視台）※共同配樂: MAYUKO
- 《極度不妥！》（2024年1月－3月，TBS）※共同配樂: MAYUKO
- 《誰曾愛過我？》（2024年4月－6月，TBS）※共同配樂: MAYUKO
- 《愛在黑暗中》（2025年4月－6月，日本電視台）

#### 配信連續劇
- 『ブリザード』（2011年7月 - 9月，BeeTV） ※共同・神坂享輔（日语：神坂享輔）、MAYUKO
- 『代償』(2016年11月，Hulu オリジナルドラマ）
- 『神探夏洛克小姐』（2018年4月 - 6月，Hulu）
- 『金魚妻』（2022年2月，Netflix）※共同配樂: MAYUKO、宗形勇輝、植田能平

#### 動畫
- 《衰仔擦膠》（2008年4月－2013年3月，東京電視台系列）
- 《染红的街道》（2008年10月－12月，UHFアニメ（日语：UHFアニメ））
- 《LINE OFFLINE 上班族》（2013年1月－9月，テレビ東京）
- 《LINE TOWN》（2013年4月－2014年3月，テレビ東京系列）
- 《オシリスの天秤（日语：オシリスの天秤）》（2015年8月－9月，フジテレビ製作・フジテレビオンデマンドにて配信）
- 《宇宙巡警露露子》（2016年4月－6月，UHFアニメ）
- 《Re:從零開始的異世界生活》（2016年4月－9月，テレビ東京系列）
- 《オシリスの天秤（日语：オシリスの天秤）2》（2016年4月－6月，フジテレビ製作・フジテレビオンデマンドにて配信）
- 《少女終末旅行》（2017年10月－12月，AT-X、東京都會電視台等）
- 《小木乃伊到我家》（2018年1月－3月） ※共同配樂：MAYUKO
- 《漫畫女孩》（2018年4月－6月，TOKYO MX）
- 《黃金神威》（2018年4月－6月，TOKYO MX）
- 《工作細胞》 （2018年7月－9月）
- 《炎炎消防隊》 （2019年7月－12月）
- 《滿月之戰》  (2019年7月－9月)
- 《達爾文遊戲》 （2020年1月－3月）
- 《影宅》 （2021年4月－6月）
- 《異世界歸來的舅舅》 （2022年7月－2023年3月）
- 《我想成為影之強者！》 （2022年10月－2023年2月）
- 《戀愛Flops》 （2022年10月－12月）

#### 電影
- 『ネムリバ』（2010年10月23日公開）
- 『黑金丑島君 (電影)』（2012年8月25日公開） ※共同：神坂享輔（日语：神坂享輔）、MAYUKO（日语：ゆうまお）、川嶋可能
- 『Johnny's（日语：ジャニーズ） Film Festa 2013』（2013年8月1日 - 9月1日 MEETS PORT）
- 『黑金丑島君 (電影)』（2014年5月16日公開） ※共同 MAYUKO、神坂享輔
- 『黑金丑島君 (電影)』（2016年9月22日公開） ※共同 MAYUKO、神坂享輔
- 『黑金丑島君 (電影)』（2016年10月22日公開） ※共同 MAYUKO、神坂享輔
- 『乒乓情人夢』（2017年10月21日公開）

#### 舞台劇
- 音樂劇『泷泽演舞城2011』（2011年4月8日 - 5月8日 日生劇場（日语：日生劇場））
- 帝劇100周年記念公演ミュージカル『DREAM BOY』（2011年9月3日 - 9月25日 帝國劇場）
- ミュージカル『新春 滝沢革命2012』（2012年1月1日 - 1月29日 帝国劇場）
- 舞台『ジャニーズ（日语：ジャニーズ）・ワールド』（2012年11月10日 - 2013年1月27日 帝国劇場） ※共同：神坂享輔（日语：神坂享輔）、得田真裕
- 音樂會『Aiko Love Like Pop 17 ツアー オープニングムービー音楽BGM 作曲・編曲』（2014年6月24日 - 2014年10月14日）
- ライブ『aiko Love Like Pop 17.5 ツアー BGM 編曲』（2014年10月31日 - 2014年11月13日）
- ライブ『近畿小子 コンサート2015-2016 オープニングオーバーチュア作編曲』（2015年12月19日 - 2016年1月1日）
- ライブ『KinKi Kids コンサート2015-2016 「夢を見れば傷つくこともある」「Anniversary」オーケストラ編曲』（2015年12月19日 - 2016年1月1日）

#### 電視節目
- NHK教育頻道『将棋フォーカス（日语：将棋フォーカス）』
- NHK Eテレ『すてきにハンドメイド（日语：すてきにハンドメイド）』 ※共同：MAYUKO（日语：ゆうまお）
- NHK綜合頻道 『サタデースポーツ（日语：サタデースポーツ）』
- NHK 『サンデースポーツ（日语：サンデースポーツ）』

### 樂曲提供
- セカイノナミダ（日语：セカイノナミダ）（作曲・編曲、『真實之淚 true tears (動畫)』主題曲（結城愛良））
- Weeping alone（日语：Weeping alone）（作曲・編曲、『ティアーズ・トゥ・ティアラ（日语：ティアーズ・トゥ・ティアラ 花冠の大地）』後期エンディングテーマ（結城アイラ））
- 青春グラフィティ（日语：みなみけのディスコグラフィ）（作曲・編曲、『南家三姊妹』きゃらくたーそんぐ（佐藤利奈、高木禮子、小野凉子））
- ペチカ〜ココロ灯して〜（日语：ヘタリア キャラクターCD）（作曲・編曲、『義呆利 Axis Powers』キャラクターCD Vol.7 ロシア（高戶靖廣））
- Let's Save The World（作曲、『CR REIDEEN（日语：REIDEEN#パチンコ）』イメージソング（日语：イメージソング）（影山浩宣））

## 外部連結
- 末廣健一郎 - 所属事務所ワンミュージック 公式サイト
- 末廣健一郎的Facebook專頁
- 末廣健一郎的X（前Twitter）